# Canton de Talant
Le canton de Talant est une circonscription électorale française du département de la Côte-d'Or créée par le décret du 18 février 2014 et entrée en vigueur lors des élections départementales de 2015.

## Histoire
Un nouveau découpage territorial de la Côte-d'Or entre en vigueur à l'occasion des élections départementales de mars 2015, défini par le décret du 18 février 2014, en application des lois du 17 mai 2013 (loi organique 2013-402 et loi 2013-403). Les conseillers départementaux sont, à compter de ces élections, élus au scrutin majoritaire binominal mixte. Les électeurs de chaque canton élisent au Conseil départemental, nouvelle appellation du Conseil général, deux membres de sexe différent, qui se présentent en binôme de candidats. Les conseillers départementaux sont élus pour 6 ans au scrutin binominal majoritaire à deux tours, l'accès au second tour nécessitant 12,5 % des inscrits au 1er tour. En outre la totalité des conseillers départementaux est renouvelée. Ce nouveau mode de scrutin nécessite un redécoupage des cantons dont le nombre est divisé par deux avec arrondi à l'unité impaire supérieure si ce nombre n'est pas entier impair, assorti de conditions de seuils minimaux. Dans la Côte-d'Or, le nombre de cantons passe ainsi de 43 à 23. Le canton de Talant est formé de communes des anciens cantons de Sombernon, de Aignay-le-Duc, de Dijon 5e Canton et de Fontaine-lès-Dijon.

## Représentation
| Période élective | Période élective | Mandat | Mandat   | Identité                   | Nuance | Nuance | Qualité                                                                                               |
| ---------------- | ---------------- | ------ | -------- | -------------------------- | ------ | ------ | --- |
| 2015             | 2021             | 2015   | 2021     | Christine Renaudin-Jacques |        | DVG    | Conseillère en formation professionnelle Conseillère municipale de Talant                             |
| 2015             | 2021             | 2015   | 2021     | Paul Robinat               |        | PS     | Chef d’entreprise retraité Ancien conseiller général du canton de Sombernon (2000-2015) Maire de Drée |
| 2021             | 2028             | 2021   | en cours | Alain Lamy                 |        | DVD    | Chef d'entreprise, maire de Blaisy-Bas                                                                |
| 2021             | 2028             | 2021   | en cours | Céline Vialet              |        | DVD    | Fonctionnaire, gérontologue, maire de Pasques                                                         |

### Résultats détaillés

#### Élections de mars 2015
À l'issue du 1er tour des élections départementales de 2015, trois binômes sont en ballottage : Christine Renaudin-Jacques et Paul Robinat (Union de la Gauche, 31,58 %), Monique Bayard et Gilbert Menut (Union de la Droite, 25,04 %) et Philippe Loza et Nathalie Pereira (FN, 24,96 %). Le taux de participation est de 56,06 % (9 755 votants sur 17 400 inscrits) contre 53,86 % au niveau départemental et 50,17 % au niveau national.
Au second tour, Christine Renaudin-Jacques et Paul Robinat (Union de la Gauche) sont élus avec 39,73 % des suffrages exprimés et un taux de participation de 56,79 % (3 770 voix pour 9 882 votants et 17 401 inscrits).
Christine Renaudin-Jacques a quitté le PS et est membre de Génération.s.

#### Élections de juin 2021
Le premier tour des élections départementales de 2021 est marqué par un très faible taux de participation (33,26 % au niveau national). Dans le canton de Talant, ce taux de participation est de 39,86 % (6 943 votants sur 17 417 inscrits) contre 36,24 % au niveau départemental. À l'issue de ce premier tour, deux binômes sont en ballottage : Christine Renaudin-Jacques et Michel Roignot (PS, 38,06 %) et Alain Lamy et Céline Vialet (Union au centre et à droite, 32,33 %).
Le second tour des élections est marqué une nouvelle fois par une abstention massive équivalente au premier tour. Les taux de participation sont de 34,3 % au niveau national, 37,05 % dans le département et 40,83 % dans le canton de Talant. Alain Lamy et Céline Vialet (Union au centre et à droite) sont élus avec 50,6 % des suffrages exprimés (3 379 voix pour 7 112 votants et 17 420 inscrits),,.

## Composition
Le canton de Talant comprenait 34 communes entières à sa création.
| Nom                            | Code Insee | Intercommunalité     | Superficie (km2) | Population (dernière pop. légale) | Densité (hab./km2) | Modifier                                    |
| ------------------------------ | ---------- | -------------------- | ---------------- | --------------------------------- | ------------------ | ------------------------------------------- |
| Talant (bureau centralisateur) | 21617      | Dijon Métropole      | 4,90             | 11 986 (2022)                     | 2 446              | modifier les données · modifier les données |
| Agey                           | 21002      | CC Ouche et Montagne | 8,42             | 259 (2022)                        | 31                 | modifier les données · modifier les données |
| Ancey                          | 21013      | CC Ouche et Montagne | 8,47             | 451 (2022)                        | 53                 | modifier les données · modifier les données |
| Arcey                          | 21018      | CC Ouche et Montagne | 3,47             | 52 (2022)                         | 15                 | modifier les données · modifier les données |
| Aubigny-lès-Sombernon          | 21033      | CC Ouche et Montagne | 7,93             | 170 (2022)                        | 21                 | modifier les données · modifier les données |
| Barbirey-sur-Ouche             | 21045      | CC Ouche et Montagne | 10,76            | 242 (2022)                        | 22                 | modifier les données · modifier les données |
| Baulme-la-Roche                | 21051      | CC Ouche et Montagne | 6,69             | 92 (2022)                         | 14                 | modifier les données · modifier les données |
| Blaisy-Bas                     | 21080      | CC Ouche et Montagne | 13,27            | 664 (2022)                        | 50                 | modifier les données · modifier les données |
| Blaisy-Haut                    | 21081      | CC Ouche et Montagne | 8,31             | 125 (2022)                        | 15                 | modifier les données · modifier les données |
| Bussy-la-Pesle                 | 21121      | CC Ouche et Montagne | 11,47            | 75 (2022)                         | 6,5                | modifier les données · modifier les données |
| Drée                           | 21234      | CC Ouche et Montagne | 5,14             | 66 (2022)                         | 13                 | modifier les données · modifier les données |
| Échannay                       | 21238      | CC Ouche et Montagne | 7,18             | 135 (2022)                        | 19                 | modifier les données · modifier les données |
| Fleurey-sur-Ouche              | 21273      | CC Ouche et Montagne | 29,76            | 1 498 (2022)                      | 50                 | modifier les données · modifier les données |
| Gergueil                       | 21293      | CC Ouche et Montagne | 9,93             | 127 (2022)                        | 13                 | modifier les données · modifier les données |
| Gissey-sur-Ouche               | 21300      | CC Ouche et Montagne | 14,48            | 357 (2022)                        | 25                 | modifier les données · modifier les données |
| Grenant-lès-Sombernon          | 21306      | CC Ouche et Montagne | 7,19             | 216 (2022)                        | 30                 | modifier les données · modifier les données |
| Grosbois-en-Montagne           | 21310      | CC Ouche et Montagne | 14,16            | 111 (2022)                        | 7,8                | modifier les données · modifier les données |
| Lantenay                       | 21339      | CC Ouche et Montagne | 17,13            | 501 (2022)                        | 29                 | modifier les données · modifier les données |
| Mâlain                         | 21373      | CC Ouche et Montagne | 11,24            | 782 (2022)                        | 70                 | modifier les données · modifier les données |
| Mesmont                        | 21406      | CC Ouche et Montagne | 6,37             | 253 (2022)                        | 40                 | modifier les données · modifier les données |
| Montoillot                     | 21439      | CC Ouche et Montagne | 7,71             | 94 (2022)                         | 12                 | modifier les données · modifier les données |
| Pasques                        | 21478      | CC Ouche et Montagne | 20,41            | 287 (2022)                        | 14                 | modifier les données · modifier les données |
| Plombières-lès-Dijon           | 21485      | Dijon Métropole      | 16,21            | 2 508 (2022)                      | 155                | modifier les données · modifier les données |
| Prâlon                         | 21504      | CC Ouche et Montagne | 3,09             | 97 (2022)                         | 31                 | modifier les données · modifier les données |
| Remilly-en-Montagne            | 21520      | CC Ouche et Montagne | 8,47             | 154 (2022)                        | 18                 | modifier les données · modifier les données |
| Saint-Anthot                   | 21539      | CC Ouche et Montagne | 4,11             | 63 (2022)                         | 15                 | modifier les données · modifier les données |
| Saint-Jean-de-Bœuf             | 21553      | CC Ouche et Montagne | 12,26            | 103 (2022)                        | 8,4                | modifier les données · modifier les données |
| Saint-Victor-sur-Ouche         | 21578      | CC Ouche et Montagne | 12,77            | 307 (2022)                        | 24                 | modifier les données · modifier les données |
| Sainte-Marie-sur-Ouche         | 21559      | CC Ouche et Montagne | 8,25             | 701 (2022)                        | 85                 | modifier les données · modifier les données |
| Savigny-sous-Mâlain            | 21592      | CC Ouche et Montagne | 6,35             | 233 (2022)                        | 37                 | modifier les données · modifier les données |
| Sombernon                      | 21611      | CC Ouche et Montagne | 13,22            | 990 (2022)                        | 75                 | modifier les données · modifier les données |
| Velars-sur-Ouche               | 21661      | CC Ouche et Montagne | 12,13            | 1 829 (2022)                      | 151                | modifier les données · modifier les données |
| Verrey-sous-Drée               | 21669      | CC Ouche et Montagne | 3,44             | 96 (2022)                         | 28                 | modifier les données · modifier les données |
| Vieilmoulin                    | 21679      | CC Ouche et Montagne | 6,06             | 143 (2022)                        | 24                 | modifier les données · modifier les données |
| Canton de Talant               | 2123       |                      | 340,75           | 25 767 (2022)                     | 76                 | modifier les données                        |

## Démographie
En 2022, le canton comptait 25 767 habitants, en évolution de +3,18 % par rapport à 2016 (Côte-d'Or : +0,82 %, France hors Mayotte : +2,11 %).
| 2013   | 2018   | 2022   |
| ------ | ------ | ------ |
| 24 495 | 24 989 | 25 767 |